# Fernando Llorente
Fernando Llorente Torres (Rincón de Soto, 26 februari 1985) is een Spaans voormalig betaald voetballer die doorgaans als aanvaller speelde. Llorente debuteerde in 2008 in het Spaans voetbalelftal.

## Clubvoetbal
Llorente doorliep de jeugdopleiding (cantera) van Athletic de Bilbao en speelde voor de reserveteams CD Baskonia en Bilbao Athletic. Hij maakte op 16 januari 2005 zijn officiële debuut in het eerste elftal van Athletic, in een competitiewedstrijd thuis tegen Espanyol die eindigde in 1-1. Hij speelde de hele wedstrijd. Llorente bleef negen seizoenen bij Bilbao en speelde meer dan 250 competitiewedstrijden voor de club. Hiermee debuteerde hij ook in de Europa League.
Llorente tekende op 24 januari 2013 een vierjarig contract bij Juventus. Zijn contract ging in op 1 juli 2013, waardoor hij transfervrij kon overstappen. Llorente won met Juventus twee jaar op rij het Italiaanse landskampioenschap en één keer de nationale beker. Hij bereikte in het seizoen 2014/15 ook de finale van de UEFA Champions League met de club.
Llorente tekende in augustus 2015 een contract tot medio 2018 bij Sevilla FC, de nummer vijf van de Primera División en winnaar van de UEFA Europa League in het voorgaande seizoen. Dat lijfde hem transfervrij in. Hij won in 2015/16 eveneens de Europa League met Sevilla, maar was geen onbetwiste basisspeler.
Llorente tekende in augustus 2016 een contract tot medio 2018 bij Swansea City, de nummer twaalf van de Premier League in het voorgaande seizoen. Het bedrag dat Sevilla voor hem ontving, werd niet bekendgemaakt.
Hij tekende in september 2019 bij SSC Napoli, dat hem transfervrij inlijfde nadat zijn contract bij Tottenham Hotspur afliep. In januari 2021 ging hij naar Udinese.
In het begin van het seizoen 2021-2022 was hij zonder ploeg totdat hij op 27 oktober 2021 tekende bij SD Eibar, een ploeg uit de Segunda División.
In februari 2023 maakte hij bekend te stoppen met voetballen.

## Clubstatistieken
| Seizoen         | Club              | Competitie       | Competitie | Competitie | Beker | Beker | Internationaal | Internationaal | Overig | Overig | Totaal | Totaal |
| Seizoen         | Club              | Competitie       | Wed.       | Dlp.       | Wed.  | Dlp.  | Wed.           | Dlp.           | Wed.   | Dlp.   | Wed.   | Dlp.   |
| --------------- | ----------------- | ---------------- | ---------- | ---------- | ----- | ----- | -------------- | -------------- | ------ | ------ | ------ | ------ |
| 2004/05         | Athletic Bilbao   | Primera División | 15         | 3          | 3     | 0     | 1              | 0              | —      | —      | 19     | 3      |
| 2005/06         | Athletic Bilbao   | Primera División | 22         | 2          | 3     | 2     | 0              | 0              | —      | —      | 25     | 4      |
| 2006/07         | Athletic Bilbao   | Primera División | 23         | 2          | 1     | 0     | —              | —              | —      | —      | 24     | 2      |
| 2007/08         | Athletic Bilbao   | Primera División | 35         | 11         | 5     | 0     | —              | —              | —      | —      | 40     | 11     |
| 2008/09         | Athletic Bilbao   | Primera División | 34         | 13         | 9     | 4     | —              | —              | —      | —      | 43     | 17     |
| 2009/10         | Athletic Bilbao   | Primera División | 37         | 14         | 2     | 1     | 11             | 8              | 1      | 0      | 51     | 23     |
| 2010/11         | Athletic Bilbao   | Primera División | 38         | 18         | 3     | 1     | —              | —              | —      | —      | 41     | 19     |
| 2011/12         | Athletic Bilbao   | Primera División | 32         | 16         | 6     | 5     | 15             | 7              | —      | —      | 53     | 28     |
| 2012/13         | Athletic Bilbao   | Primera División | 26         | 4          | 2     | 0     | 8              | 1              | —      | —      | 36     | 5      |
| 2013/14         | Juventus          | Serie A          | 34         | 16         | 1     | 0     | 10             | 2              | 0      | 0      | 45     | 18     |
| 2014/15         | Juventus          | Serie A          | 31         | 7          | 4     | 1     | 9              | 1              | 1      | 0      | 45     | 9      |
| 2015/16         | Juventus          | Serie A          | 1          | 0          | 0     | 0     | 0              | 0              | 1      | 0      | 2      | 0      |
| 2015/16         | Sevilla           | Primera División | 23         | 4          | 6     | 0     | 7              | 3              | —      | —      | 36     | 7      |
| 2016/17         | Swansea City      | Premier League   | 33         | 15         | 2     | 0     | —              | —              | 1      | 0      | 36     | 15     |
| 2017/18         | Tottenham Hotspur | Premier League   | 16         | 1          | 8     | 3     | 7              | 1              | 0      | 0      | 31     | 5      |
| 2018/19         | Tottenham Hotspur | Premier League   | 20         | 1          | 6     | 5     | 9              | 2              | 0      | 0      | 35     | 8      |
| 2019/20         | Napoli            | Serie A          | 17         | 3          | 1     | 0     | 6              | 1              | 0      | 0      | 24     | 4      |
| 2020/21         | Napoli            | Serie A          | 3          | 0          | 1     | 0     | 0              | 0              | 1      | 0      | 5      | 0      |
| 2020/21         | Udinese           | Serie A          | 14         | 1          | 0     | 0     | 0              | 0              | 0      | 0      | 14     | 1      |
| 2021/22         | SD Eibar          | Segunda División | 19         | 2          | 2     | 0     | 0              | 0              | 0      | 0      | 21     | 2      |
| Carrière totaal | Carrière totaal   | Carrière totaal  | 473        | 133        | 65    | 22    | 83             | 26             | 5      | 0      | 626    | 181    |

Bijgewerkt t/m 22 juli 2022

## Interlandcarrière
In juni 2005 was Llorente met het Spaans jeugdelftal actief op het WK Onder-20 in Nederland. In de groepsfase maakte Llorente vijf doelpunten, waarvan vier tegen Chili. Het Spaanse team werd in de kwartfinale door latere kampioen Argentinië uitgeschakeld. Llorente speelde ook enkele malen voor het Baskisch elftal. Zijn eerste doelpunt voor dit team maakte hij in oktober 2006 tegen Catalonië.
Spanje
Op 19 november 2008 debuteerde Llorente in het Spaans nationaal elftal. In een oefenwedstrijd tegen Chili kwam hij in de tweede helft als vervanger van Xavi Hernández in het veld. In zijn tweede interland tegen Engeland (2 – 0 winst) op 11 februari 2009 scoorde hij zijn eerste interland doelpunt voor Spanje. Llorente werd in juni 2009 door bondscoach Vicente del Bosque geselecteerd voor de FIFA Confederations Cup 2009. Hij kwam dit toernooi twee wedstrijden in actie waarin hij eenmaal wist te scoren. Spanje eindigde op dit toernooi als derde.
Llorente werd in mei 2010 opgenomen in de selectie van Spanje voor het WK 2010 in Zuid-Afrika. Hij kwam op dit WK enkel in de achtste finale wedstrijd tegen Portugal in actie die Spanje met 1-0 wist te winnen. Spanje wist dit WK tevens winnend af te sluiten. Ook werd Llorente opgenomen in de selectie voor het EK 2012 in Polen en Oekraïne. Dit EK, wat Spanje ook wist te winnen, kwam hij geen enkele keer in actie.
| Interlands van Fernando Llorente voor Spanje | Interlands van Fernando Llorente voor Spanje | Interlands van Fernando Llorente voor Spanje | Interlands van Fernando Llorente voor Spanje | Interlands van Fernando Llorente voor Spanje | Interlands van Fernando Llorente voor Spanje |
| №                                            | Datum                                        | Wedstrijd                                    | Uitslag                                      | Soort Wedstrijd                              | Doelpunten                                   |
| Als speler bij Athletic Bilbao               | Als speler bij Athletic Bilbao               | Als speler bij Athletic Bilbao               | Als speler bij Athletic Bilbao               | Als speler bij Athletic Bilbao               | Als speler bij Athletic Bilbao               |
| -------------------------------------------- | -------------------------------------------- | -------------------------------------------- | -------------------------------------------- | -------------------------------------------- | -------------------------------------------- |
| 1.                                           | 19 november 2008                             | Spanje - Chili                               | 3 – 0                                        | Vriendschappelijk                            | 0                                            |
| 2.                                           | 11 februari 2009                             | Spanje - Engeland                            | 2 – 0                                        | Vriendschappelijk                            | 1                                            |
| 3.                                           | 28 maart 2009                                | Spanje - Turkije                             | 1 – 0                                        | WK-kwalificatie '10                          | 0                                            |
| 4.                                           | 20 juni 2009                                 | Zuid-Afrika - Spanje                         | 0 – 2                                        | FIFA Confederations Cup 2009 groepsfase      | 1                                            |
| 5.                                           | 28 juni 2009                                 | Zuid-Afrika - Spanje                         | 2 – 3                                        | FIFA Confederations Cup 2009 troostfinale    | 0                                            |
| 6.                                           | 29 mei 2010                                  | Saoedi-Arabië - Spanje                       | 2 – 3                                        | Vriendschappelijk                            | 1                                            |
| 7.                                           | 3 juni 2010                                  | Zuid-Korea - Spanje                          | 0 – 1                                        | Vriendschappelijk                            | 0                                            |
| 8.                                           | 29 juni 2010                                 | Portugal - Spanje                            | 0 – 1                                        | WK 2010 achtste finale                       | 0                                            |
| 9.                                           | 11 augustus 2010                             | Mexico - Spanje                              | 1 – 1                                        | Vriendschappelijk                            | 0                                            |
| 10.                                          | 7 september 2010                             | Argentinië - Spanje                          | 4 – 1                                        | Vriendschappelijk                            | 1                                            |
| 11.                                          | 8 oktober 2010                               | Spanje - Litouwen                            | 3 – 1                                        | EK-kwalificatie '12                          | 2                                            |
| 12.                                          | 12 oktober 2010                              | Schotland - Spanje                           | 2 – 3                                        | EK-kwalificatie '12                          | 1                                            |
| 13.                                          | 17 november 2010                             | Portugal - Spanje                            | 4 – 0                                        | Vriendschappelijk                            | 0                                            |
| 14.                                          | 9 februari 2011                              | Spanje - Colombia                            | 1 – 0                                        | Vriendschappelijk                            | 0                                            |
| 15.                                          | 29 maart 2011                                | Litouwen - Spanje                            | 1 – 3                                        | EK-kwalificatie '12                          | 0                                            |
| 16.                                          | 7 juni 2011                                  | Venezuela - Spanje                           | 0 – 3                                        | Vriendschappelijk                            | 0                                            |
| 17.                                          | 10 augustus 2011                             | Italië - Spanje                              | 2 – 1                                        | Vriendschappelijk                            | 0                                            |
| 18.                                          | 6 september 2011                             | Spanje - Liechtenstein                       | 6 – 0                                        | EK-kwalificatie '12                          | 0                                            |
| 19.                                          | 11 oktober 2011                              | Spanje - Schotland                           | 3 – 1                                        | EK-kwalificatie '12                          | 0                                            |
| 20.                                          | 29 februari 2012                             | Spanje - Venezuela                           | 5 – 0                                        | Vriendschappelijk                            | 0                                            |
| 21.                                          | 15 augustus 2012                             | Puerto Rico - Spanje                         | 1 – 2                                        | Vriendschappelijk                            | 0                                            |
| Als speler bij Juventus                      |                                              |                                              |                                              |                                              |                                              |
| 22.                                          | 14 augustus 2013                             | Ecuador - Spanje                             | 0 – 2                                        | Vriendschappelijk                            | 0                                            |
| 23.                                          | 26 november 2013                             | Equatoriaal-Guinea - Spanje                  | 1 – 2                                        | Vriendschappelijk                            | 0                                            |
| 24.                                          | 19 november 2013                             | Zuid-Afrika - Spanje                         | 1 – 0                                        | Vriendschappelijk                            | 0                                            |

Bijgewerkt t/m 16 juli 2019

## Erelijst
| Competitie                     |          |                  |          |          |
| Competitie                     | Aantal   | Jaren            |          |          |
| Juventus                       | Juventus | Juventus         | Juventus | Juventus |
| ------------------------------ | -------- | ---------------- | -------- | -------- |
| Serie A                        | 2×       | 2013/14, 2014/15 |          |          |
| Supercoppa Italiana            | 2×       | 2013, 2015       |          |          |
| Coppa Italia                   | 1×       | 2014/15          |          |          |
| Sevilla                        |          |                  |          |          |
| UEFA Europa League             | 1×       | 2015/16          |          |          |
| Spanje                         |          |                  |          |          |
| Wereldkampioenschap voetbal    | 1×       | 2010             |          |          |
| Europees kampioenschap voetbal | 1×       | 2012             |          |          |
| SSC Napoli                     |          |                  |          |          |
| Coppa Italia                   | 1x       | 2019/20          |          |          |

1 Casillas  ·
2 Albiol ·
3 Piqué ·
4 Marchena ·
5 Puyol ·
6 Hernández ·
7 Villa ·
8 Xavi ·
9 Torres ·
10 Fàbregas ·
11 Capdevila ·
12 Busquets ·
13 López ·
14 Alonso ·
15 Ramos ·
16 Llorente ·
17 Güiza ·
18 Riera ·
19 Arbeloa ·
20 Cazorla ·
21 Silva ·
22 Mata ·
23 Reina ·
Coach: Del Bosque
1 Casillas  ·
2 Albiol ·
3 Piqué ·
4 Marchena ·
5 Puyol ·
6 Iniesta ·
7 Villa ·
8 Xavi ·
9 Torres ·
10 Fàbregas ·
11 Capdevila ·
12 Valdés ·
13 Mata ·
14 Alonso ·
15 Ramos ·
16 Busquets ·
17 Arbeloa ·
18 Pedro ·
19 Llorente ·
20 Martínez ·
21 Silva ·
22 Navas ·
23 Reina ·
Coach: Del Bosque
1 Casillas  ·
2 Albiol ·
3 Piqué ·
4 Martínez ·
5 Juanfran ·
6 Iniesta ·
7 Pedro ·
8 Xavi ·
9 Torres ·
10 Fàbregas ·
11 Negredo ·
12 Valdés ·
13 Mata ·
14 Alonso ·
15 Ramos ·
16 Busquets ·
17 Arbeloa ·
18 Alba ·
19 Llorente ·
20 Cazorla ·
21 Silva ·
22 Navas ·
23 Reina ·
Coach: Del Bosque